# Mitra zonata
Mitra zonata is een slakkensoort uit de familie van de Mitridae. De wetenschappelijke naam van de soort is voor het eerst geldig gepubliceerd in 1818 door Marryat. 
Hij leeft onder het zand in de Adriatische Zee. Zijn randula bezit tanden die veranderd zijn in een stilet. Hij bezit gifklieren.

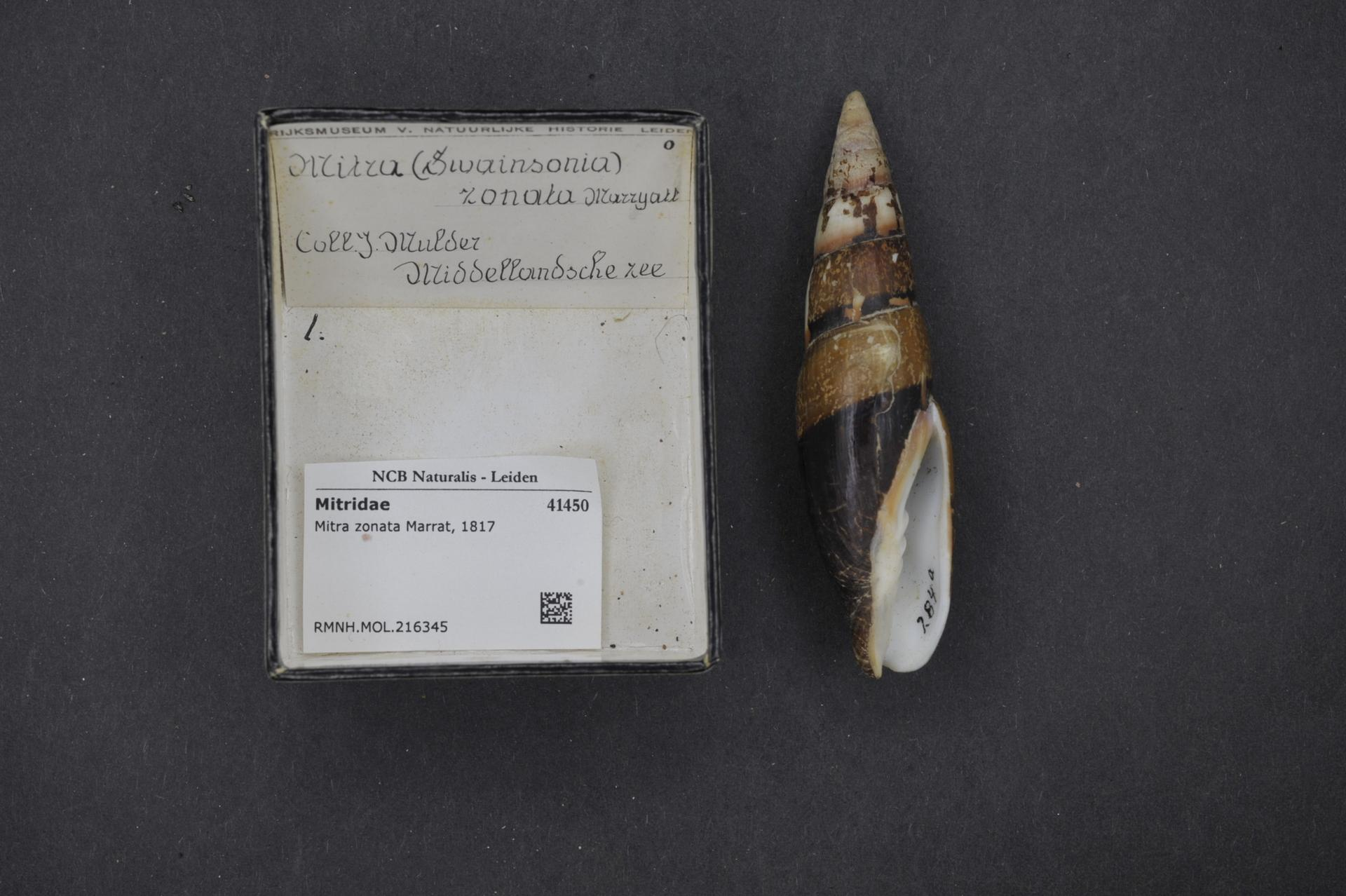